# کریستیان نیشت
کریستیان نیشت (انگلیسی: Kristian Nicht؛ زادهٔ ۳ آوریل ۱۹۸۲) بازیکن فوتبال اهل آلمان است.
از باشگاه‌هایی که در آن بازی کرده‌است می‌توان به باشگاه فوتبال وایکینگ، باشگاه فوتبال آلمانیا آخن، باشگاه فوتبال مونترال، باشگاه فوتبال کارل زایس ینا، باشگاه فوتبال کارلسروهه، و باشگاه فوتبال نورنبرگ اشاره کرد.